# Rwenzorigebergte
Het Rwenzorigebergte (voorheen bekend als het Ruwenzori-gebergte) is een bergketen in Centraal-Afrika. Deze bergketen strekt zich uit over de grens van de Democratische Republiek Congo, met name in de regio's Noord-Kivu en Ituri, en Oeganda.
De hoogste bergtoppen zijn permanent met sneeuw bedekt en zijn daarmee samen met Kilimanjaro en Mount Kenya de enige in Afrika. Het gebergte is ongeveer 120 km lang en 65 km breed. Het is verdeeld in zes massieven: Mount Stanley (5.109 m), Mount Speke (4.890 m), Mount Baker (4.843 m), Mount Emin (4.798 m), Mount Gessi (4.715 m) en Mount Luigi di Savoia (4.627 m). Mount Stanley is de hoogste en heeft meerdere toppen, waarvan Margherita Peak het hoogste punt is.

## Geschiedenis
Het gebergte is ontstaan in het late Plioceen, ongeveer 3 miljoen jaar geleden. 
Van origine leefden hier de mensen van Konjo en Amba. In begin 1900 werden ze toegevoegd bij het koninkrijk Toro door de toen heersende koloniale macht, het Verenigd Koninkrijk. De eerste moderne Europeaan die het Rwenzorigebergte heeft gezien, was Henry Morton Stanley in 1889. Op 7 juni dat jaar klom William Grant Stairs, een ander lid van de expeditie, naar een hoogte van ongeveer 3255 meter. In de zomer van 1906 werd het gebied volledig in kaart gebracht door de Italiaan Luigi de Savoia, Hertog der Abruzzen. De zes toppen van het gebergte boven de 5000 meter werden alle beklommen.

## Terugtrekkendegletsjers

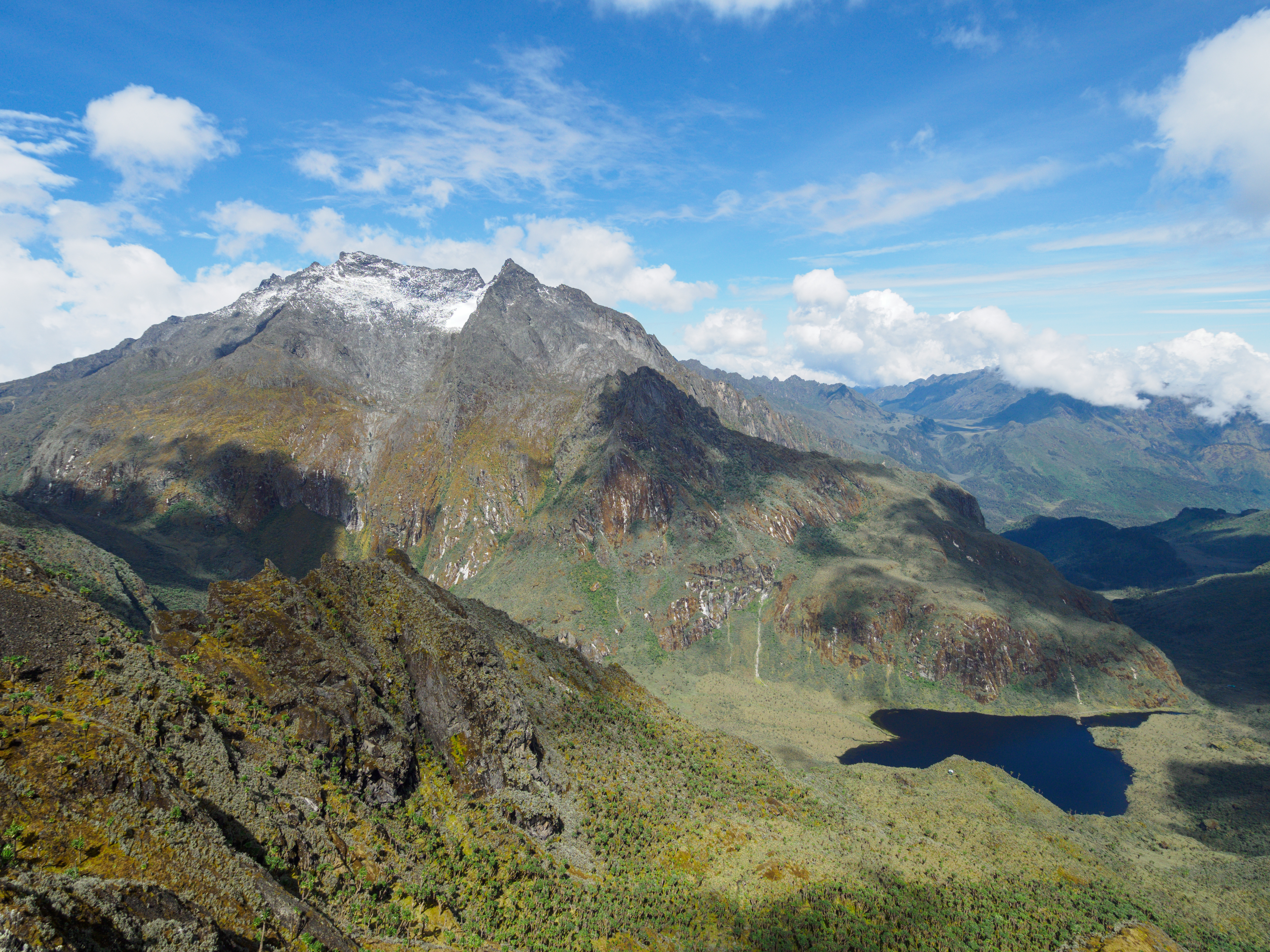
Mount Speke (4890 m) en Lake Bujuku (3891 m), Rwenzorigebergte, gezien vanaf ca. 4480 m hoogte in de buurt van Margherita Camp. De snel verdwijnende Speke-gletsjer, gelegen op de hellingen tussen de Vittorio Emanuele-top (4890 m, de hoogste) en Johnston (4834 m, aan de rechterkant), was slechts een paar decennia geleden de grootste gletsjer van het Rwenzorigebergte. Het vulde toen een klein keteldal, tegenwoordig bezet door Lake Ruhandika (4341 m).

Een voortdurende zorg is de impact van klimaatverandering op de gletsjers van de Rwenzori. In 1906 waren er drieënveertig genoemde gletsjers verdeeld over zes bergen met een totale oppervlakte van 7,5 km², ongeveer de helft van het totale gletsjergebied in Afrika. In 2005 was minder dan de helft hiervan nog aanwezig, op slechts drie bergen, met een oppervlakte van ongeveer 1,5 km². Recente wetenschappelijke studies, zoals die van Richard Taylor van University College London, hebben deze terugtrekking toegeschreven aan de wereldwijde klimaatverandering en hebben de impact van deze verandering op de vegetatie en biodiversiteit van de berg onderzocht. In 2012 leidde Klaus Thymann een expeditie met de milieuorganisatie Project Pressure, waarbij vergelijkende foto's werden gemaakt om de gletsjerrecessie visueel te documenteren. De bevindingen werden gepubliceerd in wereldwijde media, waaronder The Guardian. De wijziging is te zien in vergelijkende afbeeldingen. Naarmate de temperatuur stijgt en de gletsjers zich terugtrekken, kruipt de vegetatie langzaam de berg op.